# Annette Frier
 (février 2017).
Si vous disposez d'ouvrages ou d'articles de référence ou si vous connaissez des sites web de qualité traitant du thème abordé ici, merci de compléter l'article en donnant les références utiles à sa vérifiabilité et en les liant à la section « Notes et références ».
Annette Frier (née le 22 janvier 1974 à Cologne) est une actrice allemande.

## Biographie
Annette Frier a une sœur cadette, Caroline (née en 1983) et une sœur aînée. Après son baccalauréat (Abitur) elle étudié les arts dramatiques à l'école du théâtre allemand « Der Keller » pendant trois ans et a travaillé comme comédienne dans un théâtre à Cologne.

## Vie privée
Annette Frier est mariée à Johannes Wünsche depuis 2002. Ils ont ensemble des jumeaux, Josephine et Bruno, nés le 18 avril 2008.

## Carrière

### Carrière de comédienne
En 1997 Frier est engagé dans la série RTL Hinter Gittern - Der Frauenknast pour 54 épisodes. La même année, elle participe au thriller Post Mortem également sur RTL. Le thriller est devenu une série en 2007. En 1998 elle entame une carrière d'humoriste sur le programme Switch de la chaîne allemande Pro7. Parallèlement, elle participe à la série policière STF sur Sat. 1 de 1999 à 2001.
De 2000 à 2002 Frier est co-animatrice du Wochenshow. Depuis 2004 elle participe régulièrement au stand-up improvisé Schillerstraße.
Depuis 2005 Frier fait aussi partie de l'équipe du programme pour enfants Sesamstraße (Sesame Street), ainsi que de la série comique sur Pro7 Sex and More. Frier a aussi fait une apparence en tant que guest star dans un épisode de la série Familie Heinz Becker.
De 2010 à 2014, elle tient le rôle de Danni Lowinski dans la série éponyme. Elle y incarne une avocate travaillant dans le sous-sol d'une galerie marchande à l'aide d'une table pliante.

### Carrière de présentatrice
Annette Frier présente en 2004 le show de Stefan Raab SSDSGPS et son émission Bundesvision Song Contest en 2005.

### Carrière théâtrale
Annette Frier tient le rôle principal de la pièce Nora dans le théâtre Theater im Bauturm à Cologne.

## Filmographie

### Cinéma

#### Longs-métrages
- 2004 : Germanikus (de) de Hanns Christian Müller : Brunhilda
- 2010 : Rumpe & Tuli de Samy Challah, Till Nachtmann et Stefan Silies : Sabine Jansen
- 2011 : I Phone You de Dan Tang : la serveuse Susi
- 2012 : Omamamia (de) de Tomy Wigand : Marie
- 2014 : Femmes en révolte (Die Schlikkerfrauen) d'Uwe Janson : Angie
- 2015 : Rico, Oskar und das Herzgebreche (de) de Wolfgang Groos : une serveuse
- 2015 : Ich bin dann mal weg (de) de Julia von Heinz : Dörte
- 2017 : Simpel de Markus Goller : Chantal
- 2017 : Schatz, nimm Du sie! de Sven Unterwaldt Jr. : une policière
- 2017 : Rock My Heart de Hanno Olderdissen : Beate Hilbig

Prochainement
- 2018 : Jim Knopf und Lukas der Lokomotivführer de Dennis Gansel : Frau waas
- 2018 : Benjamin Blümchen de Tim Trachte : Ortrud
- ? : I Know Your Face d'Oliver Wergers : Marie

#### Court-métrage
- 2014 : Le Phallomètre de Tor Iben : une officière

### Télévision

#### Téléfilms
- 1997 : Post mortem de Wolfgang F. Henschel : Nadja Thorwald
- 2001 : Mensonge, scandale et amour (Welcher Mann sagt schon die Wahrheit) de Donald Kraemer :  Nikola Ravenstedt
- 2006 : Ciel, je me marie (Im Namen der Braut) de Peter Gersina : Nina
- 2007 : Le Diable dans le ventre (de) de Hermine Huntgeburth : l'épouse du professeur
- 2007 : Erdbeereis mit Liebe de Olivier Dommenget : Elisa « Lissy » Leonhardt
- 2008 : Peggy mène l'enquête de Peter Gersina : Peggy Schenk
- 2009 : Clics et déclics (Klick ins Herz) de Olivier Dommenget : Eva Schubert
- 2010 : L'Auberge hantée (de) de Holger Haase : Valerie
- 2011 : Un carnaval à l'hôpital (de) de Rolf Silber : Dr. Sarah Sellner
- 2011 : Nouvelle vie sous les tropiques (LichtBlau – Neues Leben Mexico) d'Uwe Janson : Barbara Lichtblau
- 2011 : Geister all inclusive (de) d'Axel Sand : Rebecca Hagen
- 2012 : Und weg bist du (de) de Jochen Alexander Freydank : Jela Becker
- 2012 : Schleuderprogramm (de) de Katinka Feistl : Ella Herbst
- 2012 : Dangers virtuels (de) de Oliver Dommenget : Katja Waiser
- 2013 : Nichts mehr wie vorher (de) d'Oliver Dommenget : Claudia Grundmann
- 2013 : Dinner op Kölsch de Thomas Menke : Annette
- 2014 : Die Schneekönigin (de) de Karola Hattop : Flora
- 2014 : Die Mütter-Mafia de Tomy Wigand : Conny Wischnewski
- 2015 : Die Müttermafia-Patin de Franziska Meyer Price : Karolin Bremer
- 2015 : Sophie kocht de Ben Verbong : Sophie
- 2016 : Une femme sur la route de Sebastian Vigg : Antonietta « Toni » Zweyer
- 2016 : Nur eine Handvoll Leben (de) de Franziska Meletzky : Annette
- 2016 : Hotel Heidelberg – Tag für Tag de Sabine Boss : Annette Kramer
- 2016 : Deux vies, un espoir de Richard Huber : Dr Hellweg
- 2017 : Nord Nord Mord - Clüver und die tödliche Affäre de Christan Theede : Bernadette Kipling

#### Séries télévisées
- 1994 : Familie Heinz Becker : Invitée (1 épisode)
- 1995 : Verbotene Liebe : Patiente (1 épisode)
- 1997-2000 : Hinter Gittern - Der Frauenknast : Vivien Andraschek (57 épisodes)
- 1998 : Stadtklinik : Uschi Eggert (1 épisode)
- 2004 : Das Büro : Claire Lilienthal (1 épisode)
- 2004-2009 : Schillerstraße : Annette (68 épisodes)
- 2005-2007 : Sex and More : Minza Düring (20 épisodes)
- 2007 : Das Traumschiff : Mandy Bischof (1 épisode)
- 2008 : Soko brigade des stups : Sandy Glaser (1 épisode)
- 2009-2014 : Pastewka : elle-même (5 épisodes)
- 2010-2014 : Danni Lowinski : Daniela « Danni » Lowinski (65 épisodes)
- 2010 : Wir müssen reden! : Annette Pfeiffer (8 épisodes)
- 2013 : Mick Brisgau : Daniela « Danni » Lowinski (1 épisode)
- 2017 : Kroymann : Dr Helene Deutsch (1 épisode)

## Récompenses et distinctions
- En 2006, Annette Frier décroche un Golden Romy de la meilleure idée de programme pour Schillerstraße.
- 2015 : prix Münchhausen